# Thomas Corwin Mendenhall

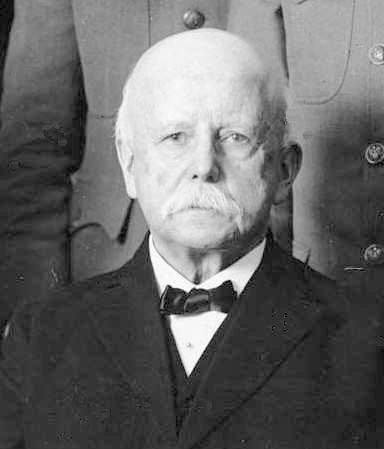
Thomas Corwin Mendenhall 1841–1922 – Fotoausschnitt, anlässlich der Verleihung der Franklin-Medaille 1918

Thomas Corwin Mendenhall (* 4. Oktober 1841 in Hanoverton, Ohio; † 23. März 1924 in Ravenna (Ohio)) war ein US-amerikanischer Physiker, Meteorologe und autodidaktischer Shakespeareforscher.

## Leben
Mendenhall wurde in Hanoverton, Ohio als Sohn des Wagenbauers und Farmers Stephen Mendenhall und seiner Frau Mary Thomas geboren als jüngstes von fünf Geschwistern geboren. Die Familie gehörte zur Glaubensgemeinschaft der Quäker. Mendenhall zeigte früh eine starke Neigung zur Mathematik und den Wunsch, Lehrer zu werden. 1858 wurde er stellvertretender Direktor (assistant principal) der Volksschule Marlboro, Ohio, wohin die Familie 1852 gezogen war. Danach besuchte er wiederholt Kurse zur Lehrerausbildung, unter anderem in Alliance (Ohio) (z. T. bei James A. Garfield) und der Case Western University (bei Charles Augustus Young) und erwarb 1861 an der „Southwest Normal School“ in Lebanon (Ohio) den Abschluss „IN“ (Instructor Normalis), seinen einzigen akademischen Grad. Er unterrichtete an verschiedenen Gymnasien und erwarb sich hohe Anerkennung als Lehrer und Erzieher. Obwohl er keine konventionelle akademische Ausbildung durchlaufen hatte, wurde er 1873 an die Ohio Agricultural and Mechanical School (später Ohio State University) als Professor für Physik und Mechanik berufen. Zuvor hatte er 1870 Susan Allan Marple geheiratet. Aus der Ehe ging ein Kind hervor, der spätere Physiker Charles Elwood Mendenhall (1872–1935).
1878 wurde Thomas Mendenhall, wahrscheinlich auf Empfehlung von Morse, dazu ausersehen, die Modernisierung der Meteorologie in der japanischen Meiji-Zeit voranzutreiben, wo er als o-yatoi gaikokujin an der Kaiserlichen Universität Tokio den meteorologischen Dienst der japanischen Regierung mitentwickelte. Daneben hielt er während seines dreijährigen Japanaufenthaltes (1878–1880) Vorlesungen über verschiedene wissenschaftliche Themen und bestieg den Fuji, auf dessen Gipfel er im August 1880 Gravitationsmessungen durchführte.
Nach seiner Rückkehr 1881 nach Ohio war er maßgeblich am Aufbau des staatlichen Wetterdienstes beteiligt, bevor er 1884 eine Professur am US Army Signal Corps erhielt. 1886 gab er diese Position auf und übernahm die Präsidentschaft des Rose Polytechnic Institute in Terre Haute 1886–1889.
1889 wurde er Superintendent des U.S. Coast and Geodetic Survey. 1891 wurde er in die American Academy of Arts and Sciences gewählt. 1893 verfasste er die sog. Mendenhall Order und überwachte den Übergang der US-Gewichts- und Maßsysteme vom englischen auf das metrische Einheitensystem mit Einführung von Meter und Kilogramm als Standard-Einheiten in den USA. 1889 fungierte er als Präsident der American Association for the Advancement of Science (AAAS). Er war damals verantwortlich für die exakte Grenzziehung zwischen den USA und Kanada. Von 1894 bis 1901 war er Präsident des Worcester Polytechnic Institute (WPI). Danach zog er sich mit seiner Frau für 11 Jahre nach Übersee zurück mit ausgedehnten Reisen nach Europa, Ägypten, Japan u. a. Er kehrte 1912 in die USA zurück, wurde 1923 Präsident der American Physical Society und starb 1924 in Ravenna/Ohio.

## Wissenschaftliche Bedeutung
Seine wissenschaftlichen Leistungen lagen mehr auf der integrativ-organisatorischen als der rein wissenschaftlichen Seite. Er forschte am Reversionspendel und entwickelte ein neues Ringpendel zur Gravitationsbestimmung. Er arbeitete auch auf dem Gebiet der Seismologie und der atmosphärischen Elektrizität. Mit seinem Assistenten „MC Adie“ führte er Untersuchungen zum Blitzeinschlag auf dem 1884 errichteten, damals höchsten Gebäude der Welt, dem Washington Monument durch. Er gilt als ein Pionier der amerikanisch-japanischen Wissenschaftskooperation.

## Stylometrie und Shakespeare Urheberschaftsdebatte
1887 veröffentlichte er als einer der ersten quantitative wissenschaftliche Untersuchungen zur Messung von literarischen Stilkriterien (Stylometrie), d. h. zu einer Form der statistischen Stilanalyse, die zur Urheberschaftsbestimmung von historischen Texten beitragen sollte. Er war hierzu bereits 1851 von dem englischen Mathematiker Augustus de Morgan angeregt worden. Mendenhall versuchte insbesondere, Stilcharakteristiken unterschiedlicher Autoren durch statistische Analysen der Häufigkeitsverteilungen von unterschiedlichen Wortlängen herauszuarbeiten. Aufgrund seiner Untersuchungen kam er innerhalb der Forschungen um die Shakespeare’sche Urheberschaftsdebatte zu dem Schluss, dass Francis Bacon nicht der vermutete Autor der Shakespeareschen Werke sein könne. Während 1975 C. B. Williams Mendenhalls Ergebnisse wegen statistischer Fehler der Datengruppierung infrage stellte, kam Peter Farey mit Computer-Verfahren zu ähnlichen Ergebnissen wie Mendenhall, wonach Christopher Marlowes Werke stilistisch mit dem Beginn des Shakespeare’schen Werkekanons übereinstimmten.

## Ehrungen
- Ehrendoktor Ph.D. von Ohio 1878
- Mitglied der National Academy of Sciences 1887
- Doctor of Juridical Science, LL.D, der Universität Michigan 1887
- Präsident der “American Association for the Advancement of Science” 1889
- Das Mendenhall-Tal sowie der Mendenhall-Gletscher in Juneau, Alaska wurden 1892 nach ihm benannt.
- Franklin Medaille 1918[8]
- The Mendenhall Laboratorium auf dem Campus der The Ohio State University trägt seinen Namen 1926

## Schriften
- T. C. Mendenhall und O.H.Tittmann, The Geographical Work of the United States Coast and Geodetic Survey, The Geographical Journal 1898